# القبائل الخمسة المتحضرة

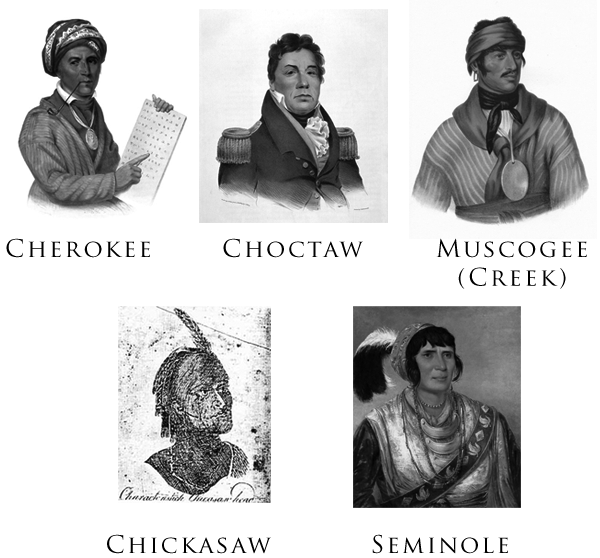
صور لأفراد من القبائل الخمس المتحضرة.

القبائل الخمسة المتحضرة، هو مصطلح يشير إلى خمس قبائل من السكان الأصليين في الولايات المتحدة؛ وهي شيروكي، تشيكاساو، تشوكتاو، مسكوكي، وسيمينول. هذه القبائل هي أول خمس قبائل اعتبرها المستوطنون الأوربيون أنها «متحضرة» وذلك وفقاً لنظرتهم للعالم، وبشكل رئيسي لأن تلك القبائل تبنّت بعض مزايا ثقافة المستوطنين. على سبيل المثال، الديانة المسيحية، الحكومة المركزية، التعليم، الاشتراك في السوق، الدساتير المكتوبة، الزواج مع الأمريكيين البيض، والزراعة.وتميل هذه القبائل إلى الحفاظ على علاقات سياسية مستقرة مع الاوروبيين.

## التاريخ
القبائل الخمسة «المتحضرة» من الشعوب الأصلية في الأمريكتين التي تعيش في جنوب شرق الولايات المتحدة. كان معظمهم من نسل ما يسمى الآن ثقافة الميسيسيبي، وهي ثقافة زراعية نمت على محاصيل الذرة والفاصولياء. ازدهرت الثقافة الميسيسيبية في ما هو الآن في الغرب الأوسط والشرقي وجنوب شرق الولايات المتحدة من عام 800 إلى 1500 قبل وصول الأوروبيين. 
كانت هذه القبائل هي مجتمعات الأم، وكانت الزراعة هي السعي الاقتصادي الرئيسي، كان معظم القبائل يعيشون في بلدات (بعضها يغطي مئات الأفدنة ويسكنها آلآف الاشخاص). نظمت هذه المجتمعات مساحاتها مع الشوارع المخطط لها، مقسمة إلى مناطق سكنية وعامة، وكان نظام حكومتهم وراثيا.
كانت القبائل متفاوتة الحجم والتعقيد مع مستويات عالية من التنظيم العسكري.
جورج واشنطن وهنري نوكس بقيا يتابعان التحول الثقافي للهنود. وتميل شيروكي وتشوكتاو بدورهما إلى اعتماد بعض الجوانب الثقافية في اتحاد المستعمرات. وفي وقت اعلان الاستقلال كانت ثقافة الولايات المتحدة كدولة في حد ذاتها ناشئة.وقد وجدوا ان العديد من الممارسات التي خصصتها القبائل الخمسة انها مفيدة.
وفي اوائل القرن التاسع عشر، شرعت الحكومة الأمريكية في تشريد المجتمعات التي تعيش شرق نهر المسيسيبي، بما في ذلك القبائل الخمسة إلى الأراضي الواقعة غرب النهر.وقد أطلق عليها اسم مبادرة«النزوح الهندي».واجبرت عملية الإزالة الهندية الي نزوح عدد كبير من القبائل الخمسة في الإقليم الهندي إلى المنطقة التي من شانها في المستقبل ان تصبح اوكلاهوما.وفي وقت ازالتها كانت القبائل دول سامية.
وتم تشريد التشرعات الاتحادية من القبائل في شرق نهر المسيسيبي على مدى عدة عقود خلال سلسلة من عمليات الإزالة، والتي تعرف أيضا باسم درب الدموع. وكان الإقليم الذي شردوا منه في ذلك الوقت (الإقليم الهندي)هو حاليا شرق اوكلاهوما.وكانت أكثر عمليات ازالة قبيلة الشيروكي في درب الدموع 1838، عندما فرض الرئيس مارتن فان بورين معاهدة اشوتا الجديدة المثيرة للجدل مع امة الشيروكي. وأحد نقاط الخلاف بشأن المعاهدة هو ما إذا كانت أداة نزوح جماعي في انتهاك لحقوق الإنسان التي أنشئت عليها الجمهورية الجديدة، أو التبادل القانوني للاراضي من اجل المزيد من الأراضي في الغرب.
خلال الحرب الاهلية الأمريكية، كانت سياسات القبائل الخمسة متباينة.وتشوكتاو وتشيكاساو قاتلوا جنبا إلى جنب مع الكونفدرالية في حين خاض الكريك وسيمينول مع الاتحاد. خاضت شيروكي حربا اهلية داخل امتها بين الاغلبية الكونفدرالية والاقلية، والمعسكرات المؤيدة للاتحاد. وكعنصر في إعادة الاعمار بعد الحرب الاهلية، وقعت معاهدات جديدة لاعادة الاعمار مع الدول الاصلية التي أبرمت معاهدات مع الولايات الكونفدرالية الأمريكية.وكانت الحرب الاهلية ليست جيدة للقبائل.وقد خاضت المعارك الثلاث الأولى للحرب الاهلية في الأراضي الهندية، حيث انضمت بعض القبائل إلى معاهدات مع الكونفدرالية، وغيرها من القبائل مع الاتحاد.
وبمجرد نقل القبائل إلى الإقليم الهندي، وعدت حكومة الولايات المتحدة بأن تكون اراضيها خالية من المستوطنات البيضاء.وقد أنتهك بعض المستوطنين ذلك دون عقاب، حتى قبل عام 1893، عندما فتحت الحكومة «قطاع شيروكي» إلى مستوطنة خارجية في أوكلاهوما عام 1907، وقد تم دمج اراضي أوكلاهوما والاراضي الهندية لتشكيل ولاية أوكلاهوما. بالنسبة إلى الدول الأخرى يتم تمثيل جميع القبائل الخمسة بأعداد كبيرة من سكان أوكلاهوما اليوم.

## روابط خارجية
- متحف القبائل الخمسة المتحضرة
- القبائل الخمسة المتحضرة
- درب الدموع